# Dolichopeza darlingtoni
Dolichopeza darlingtoni är en tvåvingeart som beskrevs av Alexander 1939. Dolichopeza darlingtoni ingår i släktet Dolichopeza och familjen storharkrankar.
Artens utbredningsområde är Kuba. Inga underarter finns listade i Catalogue of Life.